# Verconia romeri
Verconia romeri (Risbec, 1928) è un mollusco nudibranchio della famiglia Chromodorididae.

## Descrizione
Corpo di colore rosa-arancio, mantello bordato in bianco. Sul mantello sono presenti piccole macchie di colore rosa più scuro e punti bianchi. Rinofori di colore rosa scuro, bianco alla base, ciuffo branchiale di colore bianco, con linee rosa scuro.